# Балака
Бала́ка (англ. Balaka) — містечко, центральний населений пункт та адміністративний центр дистрикту Балака Південного регіону Малаві.
Населення — 36308 осіб (2018, 22733 у 2008, 14298 у 1998, 9064 у 1987).